# موسی یودعیم
موسی یودعیم (عبری: מוסא יודעים‎؛ زادهٔ ۱۹۴۰ در تهران) یک دانشمند، و عصب‌پژوه ایرانی‌تبار اسرائیلی است. او کاشف مهارکننده‌های مونوآمین اکسیداز-بی (MAO-B) ال-دپرنیل (سلژیلین) و رازاژیلین (آزیلکت) به عنوان داروهای ضد پارکینسون است. او در حال حاضر استاد ممتاز در دانشکده پزشکی فنی و رئیس شرکت داروسازی یودیم است.

## اوایل زندگی
یودعیم دومین فرزند از یک خانواده پنج فرزندی بود که در تهران به دنیا آمد. پدرش با انگلیسی‌ها کار و تجارت می‌کرد و می‌خواست که پسران در انگلیس تحصیل کنند. او و برادرش به مدرسه شبانه‌روزی انگلستان در انگلستان فرستاده شدند. او می‌خواست برای تحصیل پزشکی به دانشکده پزشکی برود و تحصیلات پیش بالینی خود را در پلی‌تکنیک بارو در لندن تمام کند. او سپس به دانشگاه مک گیل در مونترال رفت و مدرک لیسانس خود را در در بیوشیمی در سال ۱۹۶۲ گرفت.